# Wild Cards
Pour les articles homonymes, voir Wild Card.
Wild Cards (titre original : Wild Cards) est une anthologie de nouvelles rassemblées par George R. R. Martin qui est également l'un des auteurs participants. Ce recueil est paru en janvier 1987 en version originale aux éditions Bantam Spectra. Une nouvelle édition y ajoutant trois nouvelles a été publiée en 2010 puis a été traduite en français et a paru le 24 septembre 2014 aux éditions J'ai lu dans la collection Nouveaux Millénaires. Composé de seize nouvelles et cinq interludes, le livre a été nommé pour le prix Locus de la meilleure anthologie 1987.
Wild Cards est le premier volume de la saga uchronique de même nom mettant en scène des super-héros dans un XXe siècle où, le 15 septembre 1946, un virus extra-terrestre (mis au point par une faction aristocratique de la planète Takis pour en éliminer une autre) capable de réécrire l’ADN humain est libéré au-dessus de New York et décime 90 % de la population qu'il touche. Certains survivants épargnés possèdent des super-pouvoirs, on les appelle « As », tandis que les autres sont victimes de difformités plus ou moins avancées, on les appelle « Joker ».

## Contenu
- Prologue, 2014 ((en) Prologue, 1987) par George R. R. Martin
- Trente minutes sur Broadway !, 2014 ((en) Thirty Minutes Over Broadway!, 1987) par Howard Waldrop
- Le Dormeur, 2014 ((en) The Sleeper, 1987) par Roger Zelazny
- Le Témoin, 2014 ((en) Witness, 1987) par Walter Jon Williams
- Rites de dégradation, 2014 ((en) Degradation Rites, 1987) par Melinda Snodgrass
- Premier Interlude, 2014 ((en) Interlude One, 1987) par George R. R. Martin
- Capitaine Cathode et l'As clandestin, 2014 ((en) Captain Cathode and the Secret Ace, 2010) par Michael Cassutt
- Powers, 2014 ((en) Powers, 2010) par David D. Levine
- Partir à point, 2014 ((en) Shell Games, 1987) par George R. R. Martin
- Deuxième Interlude, 2014 ((en) Interlude Two, 1987) par George R. R. Martin
- La Sombre Nuit de Fortunato, 2014 ((en) The Long, Dark Night of Fortunato, 1987) par Lewis Shiner
- Transfigurations, 2014 ((en) Transfigurations, 1987) par Victor Milán
- Troisième Interlude, 2014 ((en) Interlude Three, 1987) par George R. R. Martin
- Au tréfonds, 2014 ((en) Down Deep, 1987) par Edward Bryant et Leanne C. Harper
- Quatrième Interlude, 2014 ((en) Interlude Four, 1987) par George R. R. Martin
- Ficelles, 2014 ((en) String, 1987) par Stephen Leigh
- Cinquième Interlude, 2014 ((en) Interlude Five, 1987) par George R. R. Martin
- La Fille fantôme à Manhattan, 2014 ((en) Ghost Girl Takes Manhattan, 2010) par Carrie Vaughn
- La Venue du chasseur, 2014 ((en) Comes a Hunter, 1987) par John J. Miller
- Épilogue : troisième génération, 2014 ((en) Epilogue: Third Generation, 1987) par Lewis Shiner
- Science du xénovirus : extraits de la documentation, 2014 ((en) Appendix: The Science of the Wild Card Virus, 1987) par Victor Milán

## Personnages principaux

### Docteur Tachyon
Le docteur Tachyon (appelé Tach) est un extraterrestre venant d'une planète appelé Takis. Il a de nombreux dons (comme la télépathie par exemple), et il vient sur Terre pour prévenir les terriens d'une attaque chimique de Takis. Cette attaque chimique vise à tester les effets du virus Wild Cards (les corps humains étant très proches de ceux des Takisiens).

### Jetboy
Jetboy est un aviateur reconnu et surdoué dans l'univers Wild Cards. Il a vécu bon nombre d'aventure malgré son jeune âge (il a notamment participé à la Seconde Guerre mondiale, il s'est écrasé sur une île déserte ou il a survécu pendant plusieurs années,...). Des Comics sont même écrit à son sujet. Il mourra en tentant de stopper un malfaiteur de répandre le virus sur Manhattan.

## Éditions
- Wild Cards, Bantam Spectra, janvier 1987, 410 p.  (ISBN 0-553-26190-8)
- Wild Cards, J'ai lu, coll. « Nouveaux Millénaires », 25 octobre 2011, trad. Pierre-Paul Durastanti et Henry-Luc Planchat, 699 p.  (ISBN 978-2-290-06107-7)
- Wild Cards, J'ai lu, coll. « Science-fiction » no 11531, 14 septembre 2016, trad. Pierre-Paul Durastanti et Henry-Luc Planchat, 763 p.  (ISBN 978-2-290-06863-2)